# Переход через Ваал (1795)
Переход через Ваал (нидерл. Waal) — наступательная операция французской Северной армии генерала Пишегрю, проведённая 10 января 1795 года против союзных войск генерала графа Вальмодена во время Войны первой коалиции. В результате перехода по льду через реку и последовавших боев французская армия, выбившая войска противника с занимаемых ими позиций и укреплений, захватила плацдарм в междуречье между  Ваалом и Леком (нижним Рейном), который использовала для дальнейшего наступления в Голландию.

## Перед наступлением
После переправы в конце декабря 1794 года французской Северной армии через Маас и захвата территории в междуречье вплоть до Ваала, французское командование ожидало усиления морозов, чтобы продолжить наступление и перейти Ваал по льду. Пишегрю приказал изготовить шипы с креплениями под подошвы башмаков, чтобы было легче передвигаться по скользкому льду.
Мирные предложения штатгальтера Соединённых провинций, который просил мира и предлагал выплатить Французской республике 200 миллионов, были отклонены Комитетом общественной безопасности.
С французской стороны вдоль Ваала дивизия Моро держала линию от Ксантена до форта Шенк. Дивизия Суама, которой командовал Макдональд, располагалось от Милленгена до Тиля, между Маасом и Ваалом. Остров Боммель охранялся центром. Крепость Бреда была заблокирована со стороны Хертогенбоса дивизией Бонно, а со стороны Берген-оп-Зома - дивизией Лемера.
В войсках союзников царила растерянность, так как установившаяся морозная погода не благоприятствовала защите по рекам до тех пор неприступной Голландии. Растерянность дополнялась организационным беспорядком. Так 5 января английские генералы в письменной форме доложили командующему союзной армии графу Вальмодену, что их войска истощены и больше не могут воевать, и поэтому они должны будут отступить на зимние квартиры.
К этому времени войска союзников были разделены на три армейских корпуса: первый, состоящий из голландцев, был размещен за Горкумом; англичане и ганноверцы, закрепившиеся в позициях за Леком (нижним Рейном), защищали Утрехт и Арнем; наконец, корпус австрийцев под командованием графа Клерфе простирался от Неймегена до Хох Эльтена и Эммериха. В центре позиции стоял корпус Эберкромби, состоявший из ганноверцев, англичан и австрийского отряда генерала Спорка, простиравшийся до форта Кнодсенбург, напротив Неймегена. Отсюда английские и ганноверские войска под командованием генерала Хаммерштейна стояли до Беммеля и занимли два шанца на берегу реки. От Беммеля до Штерншанце было три батальона австрийцев из отряда Альвинци в шести шанцах, расположенных вдоль берега.
6 января англичане эвакуировали Тиль, расположенный на северном берегу Ваала. Воспользовавшись этим 7 января дивизия Сальма, переправившись через реку западнее Тиля, захватила его и выдвинула аванпосты налево, к Метерену и Гелдермальсену. Бригада Девинтера из дивизии Макдональда пересекла реку возле Тиля вместе с подразделениями Дельма, который отправил разведку на Линден. В течение двух дней до начала общего наступления французы, создав плацдарм, сумели удержаться на северном берегу Ваала за Тилем и Охтеном вдоль реки Линге, несмотря на попытки союзников выбить их оттуда.
7 января на военном совете в Утрехте принц Оранский, генералы Вальмоден, Харкорт, Эберкромби и Альвинци, сожалея о том, что была оставлена позиция на Линге, решили вернуть её, и удерживать позиции на этой реке как можно дольше, а при благоприятном изменении погоды как можно скорее продвинуться к Ваалу. Соответственно, граф Вальмоден отдал приказ гессенскому генералу Вурмбу продвинуться из Вика на Бюрен, генералу Дандасу отправить из Кулемборга ему на поддержку некоторые войска, а самому занять позиции правее Бюрена. Эберкромби должен был наносить главный удар из Арнема через Золен. После объединения трёх колонн должно было произойти занятие позиции на Линге.
В течение 8 - 9 января французы много раз беспокоили союзников, переходя Ваал у Хьена, Додеварда и Гендта, испробуя крепость льда. 

## Ход операции
К 10 января реки покрылись крепким льдом, способным выдержать кавалерию и артиллерию, и французская Северная армия приступила к переходу через Ваал.
Союзники, не предполагавшие о начале общего наступления французских войск, в это время продолжили свою операцию по ликвидации плацдарма противника у Тиля. Генерал Вурмб двинулся вперед из Бюрена утром 10-го с пятью батальонами и шестью эскадронами в двух колоннах. Первая колонна, двигаясь к Керк Авезаат, отбросила французские пикеты, которые занимали там мост через Линге, на Тиль. Вторая колонна отбросила сильный французский пикет с моста у Капелл Авезаат на Офемерт. Генерал Девинтер усилил войска подкреплениями из нескольких батальонов и парой артиллерийских орудий, они вышли из Тиля и отбросили гессенцев к плотине на Линге. Весь оставшийся день колонны центра напрасно ждали прибытия английских колонн и к ночи отступили и перешли через Лек в Кулемборге.
Генерал Эберкромби и его корпус утром выступили из Арнема в направлении Охтена, Эхтельда и Тиля. Когда его колонны были всего в получасе езды от Охтена, они услышали канонаду со стороны Опхейсдена. Это переправившийся у Додеварда французы только что отбросили батальон Кауница, стоявший там. Вскоре после этого колонна французов, также двигавшаяся из Додеварда на Охтен, встретилась с войсками Эберкромби. После ожесточенного боя на позиции между Алстом и Линденом колонны Эберкромби отступили и пересекли Лек у Ренена.
Тем временем Пишегрю на своём правом фланге начал общую атаку от Неймегена до Штерншанце (лежит у разделения Рейна на Ваал и нижний Рейн). На его крайнем правом фланге сильный корпус расположился на левом берегу Рейна напротив Эммериха и Хох Эльтена и наблюдал за левым крылом австрийского корпуса. Французский генерал хотел обезопасить себя от любых диверсий с этой стороны и в то же время предотвратить переброску войск противника направо, к Леку.
Дивизия Моро двумя бригадами Вандама и Компера пересекла Ваал по льду в Миллингене. Бригада Жардона -  в Кокердоме; бригада Рейнье - в Ооий. Форт Кнодсенбург (напротив Неймегена) был покинут его английским гарнизоном, отступившим на Элст. В результате разгоревшихся боев, продолжавшихся до вечера, во время которых союзники часто контратаковали переправившихся французов, последними были захвачены Дерник, Беммель, Гендт и все шанцы вдоль Ваала, за исключением двух крайних на левом крыле австрийцев. Их гарнизоны отступили к Штерншанце, Хейссену и Элсту.
К вечеру французы заняли всю местность между Ваалом и Леком. Ночью союзниками было принято решение начать отвод войск с оставшихся позиций на Ваале за Лек.
Во время начавшегося наступления дивизии Бонно и Лемера, стоявшие на крайним левом фланге французов, также воспользовались морозами и замешательством противника и захватили форт Воркум и форт Ловенштейн при втором слиянии рек Маас и Ваал.
Форт Хейсден, западнее Хертогенбоса, блокированный девятью днями ранее, был вынужден сдаться 14 января. В результате этих операций также был заблокирован Виллемштадт.

## Результаты
Дальнейшее сопротивление союзников в условиях замерзших рек и каналов и не представлявших естественной преграды для наступавших французов, становилось бессмысленным. Истощенная болезнями, продолжительным походом, недостатком продовольствия армия Вальмодена (около 24 тысяч) начала отступать по частям и без всякого порядка и 14 января переправилась на правый берег реки Эйссел (Иссель) и тем самым решила участь Голландии. В течение нескольких недель французы захватили Республику Соединённых провинций и на её территории образовали Батавскую республику.